# Fortaleza de Van
La Fortaleza de Van (armenio: Վանի Բերդ, también conocida como ciudadela de Van; en kurdo: Kela Wanê; en turco: Van Kalesi ) es una enorme fortificación de piedra que fue construida por el antiguo reino de Urartu entre los siglos IX y siglo VII a. C. y es el ejemplo más grande de su tipo. Se erige frente a las ruinas de Tushpa, antigua capital urartiana durante el siglo IX a. C., que estaba frente al acantilado donde ahora se asienta la fortaleza. Se construyeron varias fortificaciones similares en todo el reino de Urartu, generalmente excavadas en laderas y afloramientos en lugares donde se unen las actuales Armenia, Turquía e Irán. Los pueblos sucesivos que pasaron por la zona como los medos, aqueménidas, armenios, partos, romanos, persas sasánidas, bizantinos, árabes, selyúcidas, safávidas, afsáridas, otomanos y rusos controlaron la fortaleza en un momento u otro. La antigua fortaleza está situada justo al oeste de Van y al este del lago Van (provincia de Van, Turquía).
Silva Tipple New Lake dirigió una expedición estadounidense a las ruinas en 1938-40.  La mayoría de los hallazgos y registros de campo se perdieron en el hundimiento del SS Athenia en 1940.
Las partes inferiores de los muros de la ciudadela de Van se construyeron con basalto sin mortero, mientras que el resto se construyó con ladrillos de adobe.
Estas fortalezas se utilizaron para el control regional, más que como defensa contra ejércitos extranjeros. Las ruinas de esta fortaleza se encuentran en las afueras de la moderna ciudad de Van, donde sostienen murallas construidas en la época medieval. 

## El "Establo Real"
En la ciudadela de Van se encuentra un "establo real" (siršini) de 20 m de largo, 9 de ancho y 2,5 de alto, excavado en la roca. Aquí se guardaban bueyes y ovejas para ser sacrificados a los dioses urartianos, según las inscripciones descubiertas en el lugar. 

## Inscripción aqueménida
Una inscripción trilingüe de Jerjes el Grande del siglo V a. C. aparece inscrita en una sección alisada de la pared rocosa, a unos 20 metros sobre el suelo cerca de la fortaleza. La pared fue tallada originalmente por el padre de Jerjes, el rey Darío, pero dejó la superficie en blanco. La inscripción sobrevive en condiciones casi perfectas y está dividida en tres columnas de 27 líneas escritas (de izquierda a derecha) cuneiforme persa, elamita y babilonio (acadio).

## Galería

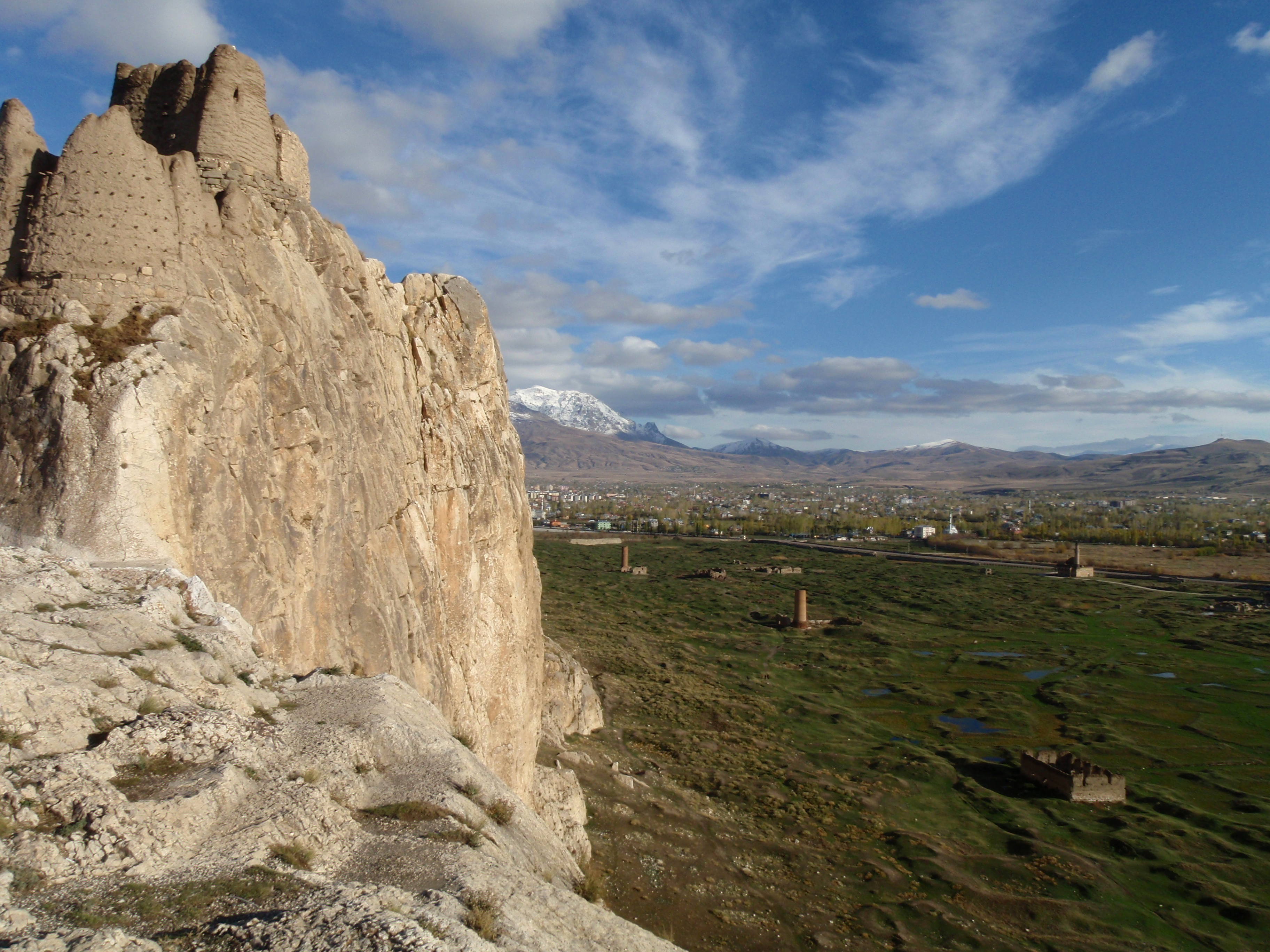
Ciudadela con las ruinas de la ciudad de Tushpa abajo.
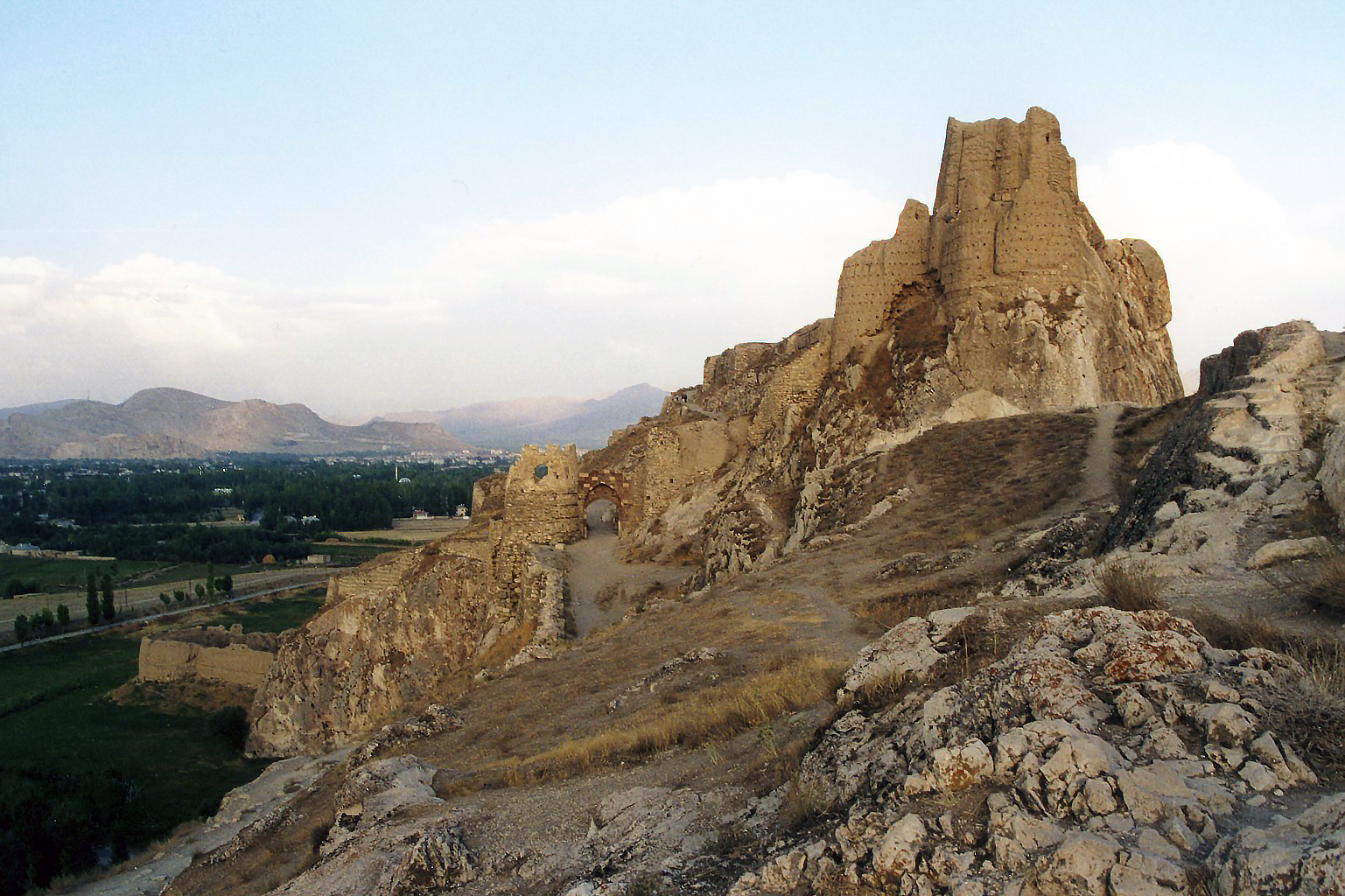
Vista general de la fortaleza
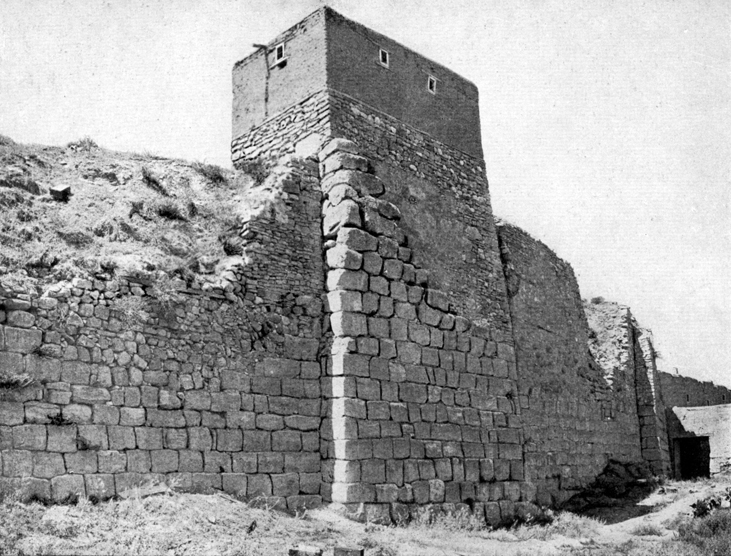
Los muros de la fortaleza (foto de la Sociedad Arqueológica Rusa, 1916)
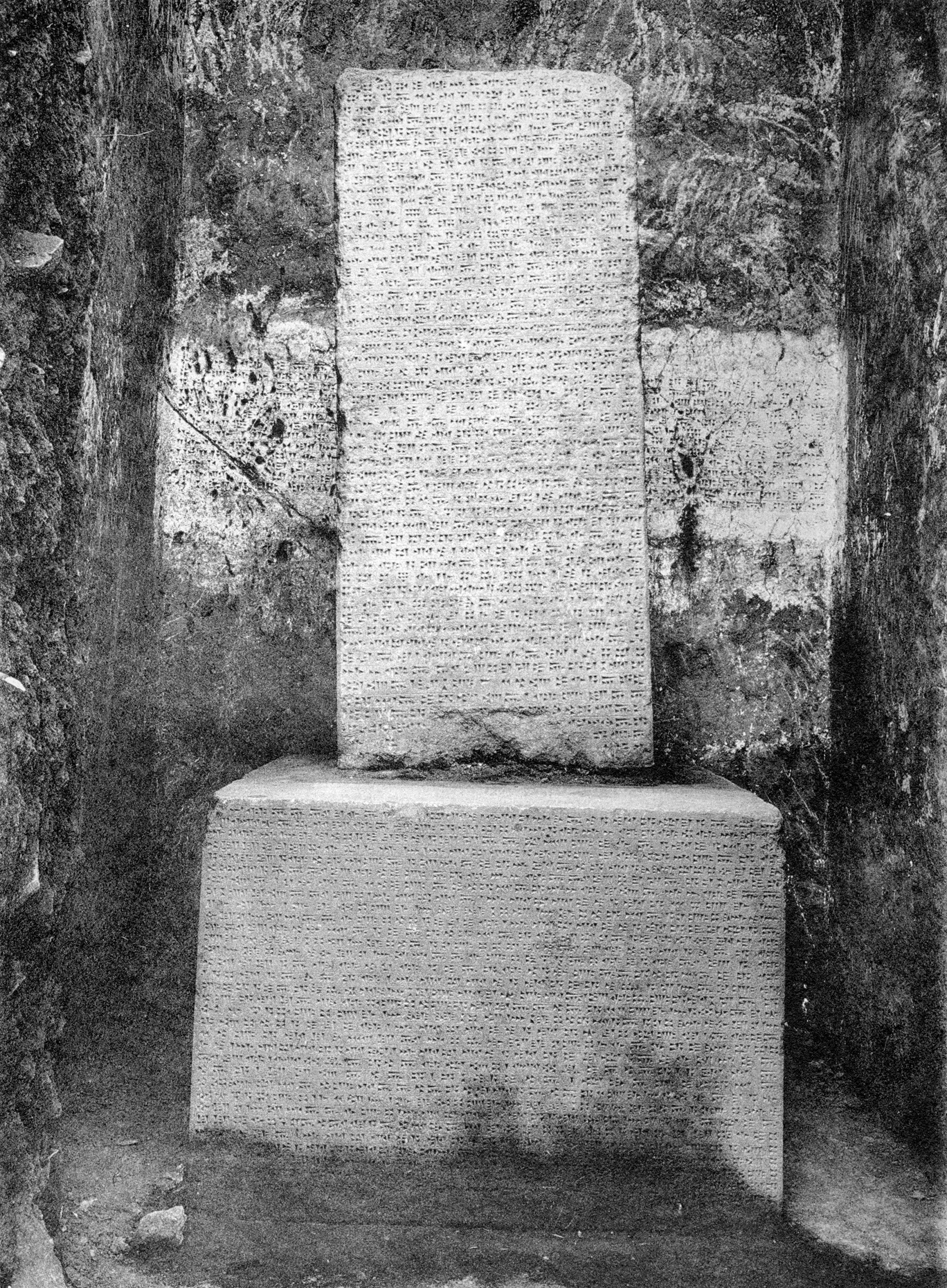
Anales de Sarduri (1915)
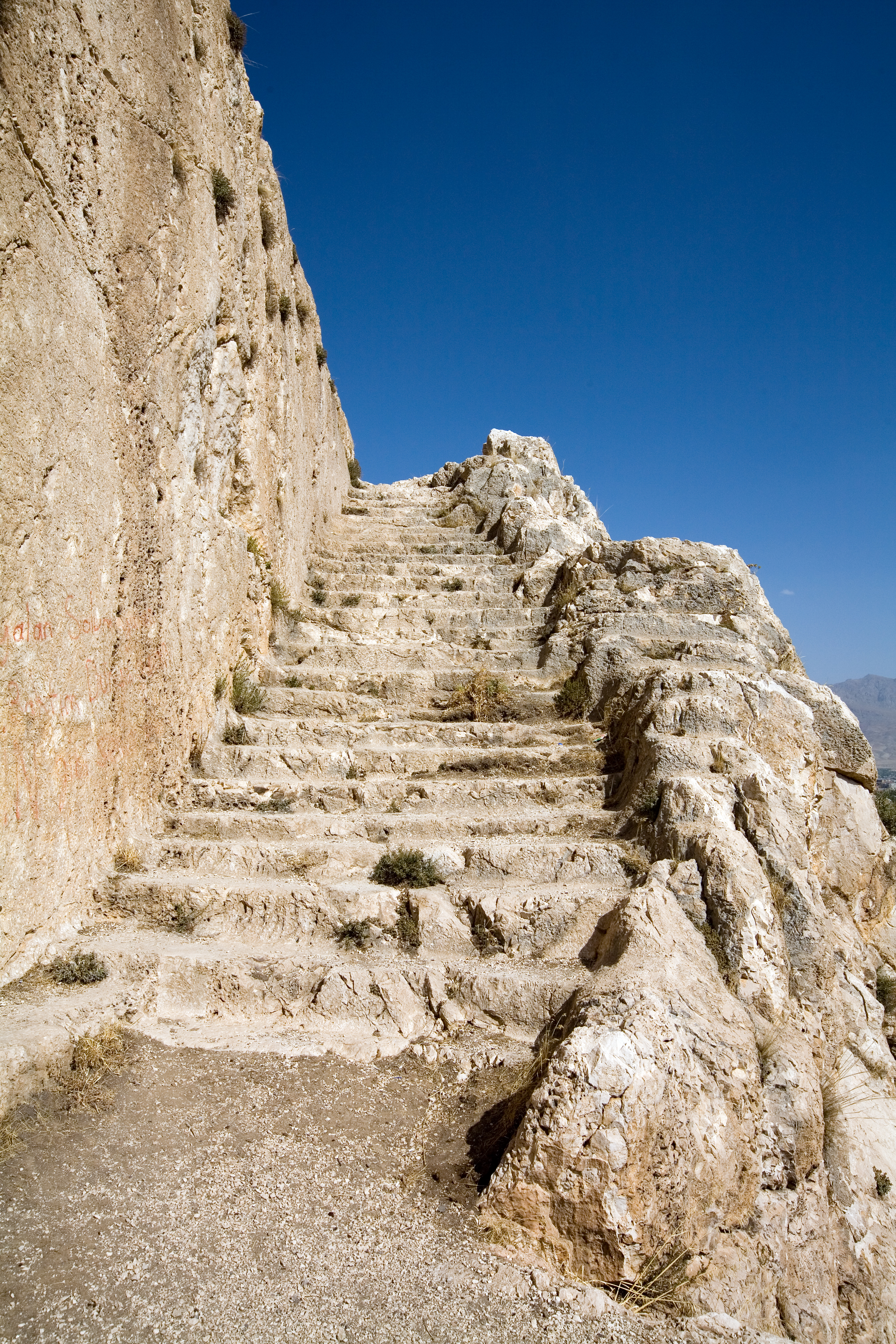
Escaleras en la fortaleza
Inscripción de Jerjes I cerca de la Ciudadela de Van